# Unidade Local de Saúde do Oeste
A Unidade Local de Saúde do Oeste (ULSO) é uma unidade local de saúde do Serviço Nacional de Saúde na Região do Oeste em Portugal. Serve uma população de mais de 230 000 habitantes dos municípios de Caldas da Rainha, Óbidos, Peniche, Bombarral, Torres Vedras, Cadaval, Lourinhã e parte dos municípios de Alcobaça e Mafra. A nível de cuidados hospitalares, integra o Hospital de Caldas da Rainha, o Hospital de Torres Vedras, o Hospital de Peniche, a ACeS Oeste Sul (Centro de Saúde Cadaval, Centro de Saúde Lourinhã, Centro de Saúde Sobral de Monte Agraço, Centro de Saúde Torres Vedras) e a ACeS Oeste Norte, Centro de Saúde Bombarral, Centro de Saúde Caldas da Rainha, Centro de Saúde Óbidos, Centro de Saúde Peniche)